# Figi ai Giochi della XXVIII Olimpiade
Le Figi parteciparono ai Giochi della XXVIII Olimpiade, svoltisi ad Atene, Grecia, dal 13 al 29 agosto 2004, con una delegazione di 8 atleti impegnati in sei discipline.

## Delegazione
| Sport             | Uomini | Donne | Totale |
| ----------------- | ------ | ----- | ------ |
| Atletica leggera  | 1      | 1     | 2      |
| Judo              | -      | 2     | 2      |
| Nuoto             | 1      | -     | 1      |
| Sollevamento pesi | -      | 1     | 1      |
| Tiro              | 1      | -     | 1      |
| Tiro con l'arco   | 1      | -     | 1      |
| Totale            | 4      | 4     | 8      |

## Risultati

### Atletica leggera
| Q | Qualificato al turno successivo per la Classifica in qualificazione                                                          |
| q | Qualificato per il turno successivo per ripescaggio o, negli eventi su campo, conquistando la misura minima per qualificarsi |

Maschile
Eventi su pista e strada
| Atleta                  | Evento      | Batteria  | Batteria   | Semifinale      | Semifinale      | Finale          | Finale          |
| Atleta                  | Evento      | Risultato | Classifica | Risultato       | Classifica      | Risultato       | Classifica      |
| ----------------------- | ----------- | --------- | ---------- | --------------- | --------------- | --------------- | --------------- |
| Isireli Naikelekelevesi | 800 m piani | 1'49"08   | 7º         | non qualificato | non qualificato | non qualificato | non qualificato |

Femminile
Eventi su pista e strada
| Atleta             | Evento      | Batteria  | Batteria   | Semifinale      | Semifinale      | Finale          | Finale          |
| Atleta             | Evento      | Risultato | Classifica | Risultato       | Classifica      | Risultato       | Classifica      |
| ------------------ | ----------- | --------- | ---------- | --------------- | --------------- | --------------- | --------------- |
| Makelesi Bulikiobo | 400 m piani | 53"58     | 6ª         | non qualificata | non qualificata | non qualificata | non qualificata |

### Judo
Femminile
| Atleta            | Evento | Preliminari             | 16-esimi             | Ottavi               | Quarti               | Semifinali           | Ripescaggio          | Finale               | Pos.            |
| Atleta            | Evento | Avversaria Punteggio    | Avversaria Punteggio | Avversaria Punteggio | Avversaria Punteggio | Avversaria Punteggio | Avversaria Punteggio | Avversaria Punteggio | Pos.            |
| ----------------- | ------ | ----------------------- | -------------------- | -------------------- | -------------------- | -------------------- | -------------------- | -------------------- | --------------- |
| Elina Nasaudrodro | -57 kg | Cox (GBR) P 0000–1010   | non qualificata      | non qualificata      | non qualificata      | non qualificata      | non qualificata      | non qualificata      | non qualificata |
| Sisilia Nasiga    | -78 kg | Pinto (VEN) P 0000–0021 | non qualificata      | non qualificata      | non qualificata      | non qualificata      | non qualificata      | non qualificata      | non qualificata |

### Nuoto
Maschile
| Atleta       | Evento             | Batteria  | Batteria   | Semifinale      | Semifinale      | Finale          | Finale          |
| Atleta       | Evento             | Risultato | Classifica | Risultato       | Classifica      | Risultato       | Classifica      |
| ------------ | ------------------ | --------- | ---------- | --------------- | --------------- | --------------- | --------------- |
| Carl Probert | 50 m stile libero  | 23"31     | 40º        | non qualificato | non qualificato | non qualificato | non qualificato |
| Carl Probert | 100 m stile libero | 51"42     | 40º        | non qualificato | non qualificato | non qualificato | non qualificato |

### Sollevamento pesi
Femminile
| Atleta   | Evento           | Strappo   | Strappo    | Slancio   | Slancio    | Totale | Classifica |
| Atleta   | Evento           | Risultato | Classifica | Risultato | Classifica | Totale | Classifica |
| -------- | ---------------- | --------- | ---------- | --------- | ---------- | ------ | ---------- |
| Ivy Shaw | +75 kg femminile | 85        | 12ª        | 100       | 12ª        | 185    | 12ª        |

### Tiro a segno/volo
Maschile
| Atleta      | Evento | Qualificazioni | Qualificazioni | Finale          | Finale          |
| Atleta      | Evento | Punti          | Classifica     | Punti           | Classifica      |
| ----------- | ------ | -------------- | -------------- | --------------- | --------------- |
| Glenn Kable | Trap   | 111            | 30º            | non qualificato | non qualificato |

### Tiro con l'arco
Maschile
| Atleta    | Evento               | Turno di qualificazione | Turno di qualificazione | Turno 1                 | Turno 2              | Ottavi di finale     | Quarti di finale     | Semifinali           | Finale / FB          | Finale / FB     |
| Atleta    | Evento               | Punteggio               | Pos.                    | Avversario Punteggio    | Avversario Punteggio | Avversario Punteggio | Avversario Punteggio | Avversario Punteggio | Avversario Punteggio | Posizione       |
| --------- | -------------------- | ----------------------- | ----------------------- | ----------------------- | -------------------- | -------------------- | -------------------- | -------------------- | -------------------- | --------------- |
| Rob Elder | Individuale maschile | 583                     | 61º                     | Park Km (KOR) P 138–154 | non qualificato      | non qualificato      | non qualificato      | non qualificato      | non qualificato      | non qualificato |